# Calosoma oceanicum
Calosoma oceanicum es una especie de escarabajo del género Calosoma, familia Carabidae. Fue descrita científicamente por Perroud & Montrouzier en 1864.
Esta especie se encuentra en Indonesia y Australia.